# Teatro Regio (Torino)
Il Teatro Regio di Torino è il principale teatro lirico della città di Torino nonché uno dei più grandi e rilevanti teatri nel panorama europeo ed internazionale.
Inaugurato nel 1740, in sontuose e magniloquenti forme rococò dopo varie trasformazioni e aggiornamenti sia stilistici che tecnici, operati nel corso dell'Ottocento e nei primi anni del Novecento, fu totalmente distrutto da un incendio nel febbraio del 1936; ricostruito in forme moderne nel dopoguerra, è stato nuovamente inaugurato nel 1973.
Il Regio ha accolto sul suo palco alcuni dei più acclamati artisti della storia tra i quali Luciano Pavarotti (nel centenario de La Boheme), Arturo Toscanini e Riccardo Muti. Anche il ballerino Roberto Bolle si è esibito numerose volte al Regio. Il Teatro è stato inoltre il luogo delle prime rappresentazioni in assoluto di due delle opere più note di Puccini, Manon Lescaut (nel 1893) e soprattutto de La bohéme (nel 1896).
La facciata Settecentesca del Teatro, porticata e antistante a Piazza Castello, è un Patrimonio dell'Umanità riconosciuto dall'UNESCO a partire dal 1997, quando venne inserita nella lista delle Residenze Sabaude.
Dal 2022 il Sovrintendente è Mathieu Jouvin.

## Storia

### 1740-1792
" Questo Teatro è giudicato da tutti il più grandioso e compito d'Europa, ed è meritevolmente l'oggetto della meraviglia de' Forestieri, per la vastità ed ampiezza sua, e per l'architettura, e comodità dell'edificio, e per l'interna bellezza degli ornamenti, per lo più dorati. È rimarchevole la pittura della Volta. Ivi si recitano ogni Carnevale i Drammi musicali con tale magnificenza di apparato, quale si conviene alla grandezza della Real Corte, che v'nterviene sulla Loggia spaziosa a lei destinata, che poi si suole illuminare. Vi si chiamano i migliori Musici d'Europa."

Così recitava sommariamente Giovanni Gaspare Craveri nella sua "Guida de' Forestieri per la Real Città di Torino"  nel 1753.

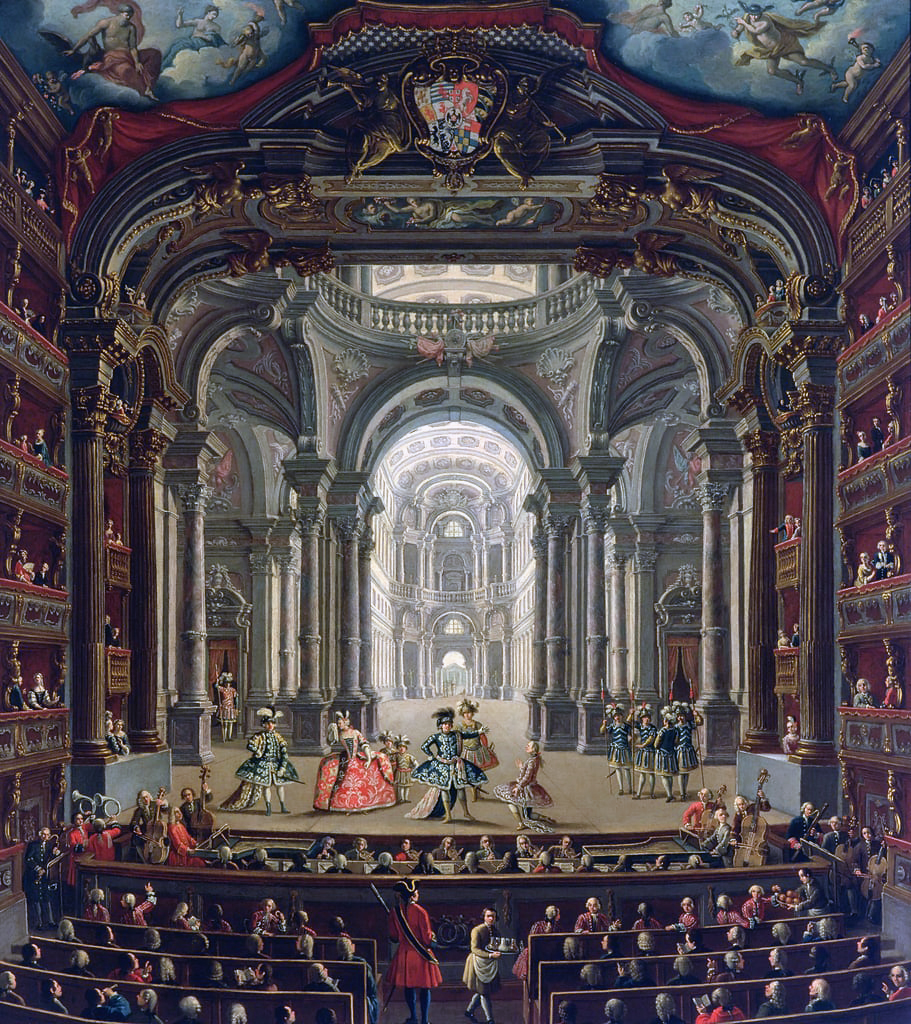
Giovanni Michele Graneri (Torino, 1708-1762), Interno del Teatro Regio. Olio su tela, 1752 circa. Torino, Palazzo Madama - Museo Civico d'Arte Antica

 Le origini dell'attuale Teatro Regio risalgono agli anni Venti del XVIII secolo quando Vittorio Amedeo II, da poco acquisito il titolo di Re di Sardegna, decise di commissionare all'architetto Filippo Juvarra la progettazione di un nuovo grande Teatro in sostituzione dell'antico Teatro di Corte, allora ubicato nel vecchio Palazzo Ducale detto di San Giovanni,  nell'ambito di un più generale riassetto funzionale e urbanistico di quella parte della cosiddetta "zona di comando" prospiciente il lato nord orientale della Piazza del Castello.
L'intento venne perfezionato e concretizzato solo qualche anno più tardi, nel 1738, dal successore Carlo Emanuele III (incoronato re nel 1730) il quale, in seguito alla morte di Juvarra, scelse di affidare l'opera al nuovo Primo Architetto Regio Benedetto Alfieri con la richiesta di progettare un Teatro grandioso e all'avanguardia, simbolicamente funzionale alla promozione di quel rinnovato prestigio che la Monarchia Sabauda andava acquisendo nel panorama internazionale. Esso venne inaugurato il 26 dicembre 1740 con l'Opera Arsace di Francesco Feo diretta dal Maestro direttore della Cappella Reale Giovanni Battista Somis con interpreti principali Giovanni Carestini ed Angelo Amorevoli.
Il nuovo «Regio Teatro» settecentesco, edificato dalle fondamenta nel tempo record di soli due anni in contemporanea con le grandiose Segreterie di Stato, sempre di progetto alfieriano e con le quali condivideva esternamente l'austera facciata porticata posta però perpendicolarmente a definizione di un angolo della vasta piazza, anche se occasionalmente aperto alla cittadinanza era pur sempre di esclusiva proprietà regia come evidenziava il suo posizionarsi in diretta continuità con il Palazzo Reale. Le fastose sale ad uso della Corte previste nel Teatro stesso e poste dietro il Palco della Corona erano infatti, a loro volta, collegate ai regi appartamenti. I Sovrani si recavano a teatro tramite un percorso cerimoniale che dagli Appartamenti Palatini, attraverso la grandiosa Galleria della Regina e la Sala della Rotonda, raggiungeva il sontuoso Scalone delle Segreterie, dove, imboccando una ulteriore aulica Galleria lunga ben 123 m (allora ornata da statue e busti antichi) approdava alle sale del Ridotto  adiacenti al Palco Reale. Tale percorso è ancora oggi totalmente conservato seppur suddiviso in amministrazioni diverse (Palazzo Reale, Armeria Reale, Prefettura, Provincia di Torino, Archivio di Stato).
La straordinaria capienza della Sala teatrale – circa 2.500 posti distribuiti tra la platea i cinque ordini di palchetti  e il sovrastante "paradiso" (loggione) – studiata in modo attento sia all' acustica che ad una visibilità ottimale del palcoscenico; i funzionali disimpegni -- atrii, scaloni, gallerie, ridotti— le magnifiche decorazioni, fra le quali spiccavano la rutilante volta dipinta da Sebastiano Galeotti e Michele Antonio Milocco, esuberanti stucchi e intagli dorati, l'immenso boccascena con il sipario dipinto, il grandioso Palco della Corona, e ancora le strutture ricreative annesse — bottega dei rinfreschi, sale da giuoco, camere per la corte, ecc.--  oltre agli imponenti scenari e le attrezzature tecniche d'avanguardia del palcoscenico, divennero fin da subito paradigmatici nell'ambito delle realizzazioni teatrali coeve,  pertanto i disegni esplicativi del progetto, che lo stesso Benedetto Alfieri aveva redatto e fatto incidere quale manifesto illustrato delle sue innovative concezioni, vennero presto inseriti fra le tavole dell'Encyclopédie di Diderot e d'Alembert dove l'edificio veniva presentato quale massimo esempio allora esistente di Teatro d'Opera a palchetti ovvero " all'italiana ".
Torino nel Settecento, quale importante Capitale Europea, era ormai divenuta tappa obbligata del Grand Tour e fra i numerosi illustri viaggiatori che lasciarono memorie scritte delle loro esperienze di viaggio possiamo citare il francese Charles de Brosses che, riguardo al Regio di Torino nel 1740 osservò:  "Il Teatro che il Re ha appena fatto costruire […] è uno dei più magnifici e il più grande che vi sia in Italia "; anni dopo Jean-Pierre Favrat è particolarmente impressionato dall'aspetto tecnico dell'edificio constatando entusiasticamente che l'apprezzamento ottimale del Teatro lo si possa avere solo: " vedendo recitati dei bei lavori. È allora che ci si accorge della bellezza del palcoscenico dove si possono manovrare più di quaranta uomini a cavallo " - aggiungendo - " In nessun teatro straniero c'è questa bellezza, anche nelle decorazioni che si trovano ovunque. Le logge sono ben distribuite e gli addobbi belli per la musica".
Particolarmente pertinenti le considerazioni di un esperto come Joseph Jérôme Lefrançois de Laland che nel suo Voyage d'un Français en Italie, fait dans les années 1765 et 1766, dedica ben sei pagine a stampa alla sola descrizione del Regio di Torino definendolo " le plus considérable qu' il y ait en Italie " essendo " ce thèatre le plus étudié, le plus complet qu'on voie en Italie; les plus richement et le plus noblement décoré qu'il y ait dans le genre moderne ".
La stessa organizzazione amministrativa e finanziaria di tale "macchina per spettacoli" era decisamente ben congegnata ed oliata e non a caso destò interesse da parte di altri enti teatrali italiani ed europei dell'epoca quali Parma, Cagliari, Lucca, Vienna i quali chiesero e ottennero consigli sull'amministrazione finanziaria, copie degli statuti organizzativi della Società amministrante e persino modelli di macchine teatrali ammirate al Regio torinese.
Con tale fama, giustamente acquisita e a livello internazionale, non fu certo casuale che nel 1776 a Giuseppe Piermarini, architetto incaricato a Milano della progettazione e costruzione di quello che sarebbe divenuto il celeberrimo Teatro alla Scala (inaugurato il 3 agosto 1778),  il principale committente, ossia Giuseppe II,  attraverso il suo cancelliere Kaunitz aveva espressamente consigliato, o meglio ordinato, di guardare al Regio di Torino che lo stesso Imperatore asburgico aveva potuto ammirare personalmente nel 1769 quando era giunto a Torino in visita al Re di Sardegna Carlo Emanuele III, suo zio. Così il Kaunitz si esprimeva in una lettera indirizzata da Vienna al conte Firmian, plenipotenziario e governatore della Lombardia: " L'Imperatore vuole [….] che, almeno per l'economia interna e le proporzioni del nuovo Teatro di Milano col suo anfiteatro, debba servire di modello il Regio Teatro di Torino, di cui si trovano incise in rame la Pianta, l'Elevazione e gli Spaccati". Le notevoli affinità del Teatro alla Scala con il più antico Teatro torinese verranno infatti posti in luce da molti studiosi dell'architettura teatrale già nell'ultimo quarto del Settecento (dove al nuovissimo teatro milanese veniva ancora preferito il più antico edificio alfieriano considerato più armonioso nelle proporzioni e più valido acusticamente) come nei secoli successivi.
Ogni stagione teatrale al Regio aveva inizio il 26 dicembre e si concludeva con la fine del Carnevale; comprendeva due nuove opere serie composte appositamente per il Teatro cui spesso potevano aggiungersi altri spettacoli fuori stagione e legati più strettamente alle vicende particolari della dinastia (matrimoni, nascite, anniversari) o alla Politica del Regno (visite di altri Sovrani o Principi, ambascerie, ecc.).
Nel corso del XVIII secolo scrissero per il Regio celebri compositori sia italiani come Baldassare Galuppi, Niccolò Jommelli, Domenico Cimarosa, Giovanni Paisiello, Giacinto Calderara, che stranieri come Christoph Willibald Gluck, Johann Christian Bach e Johann Adolf Hasse; vi cantarono inoltre i più celebri castrati e prime donne dell'epoca, contribuendo in modo determinante al successo degli spettacoli che già allora travalicava i confini del Regno. Non minore interesse suscitavano i danzatori, che si esibivano nei due balli di entr'acte e ancora nell'azione coreografica finale che corredava ogni opera, assecondando quella secolare passione per la Danza che presso la Corte Torinese aveva una lunga e prestigiosa tradizione risalente almeno al Cinquecento.
Nel gennaio 1741 avviene la prima assoluta di Artaserse di Giuseppe Arena (musicista), il 26 dicembre di Semiramide riconosciuta di Niccolò Jommelli, nel gennaio 1742 Zenobia di Gaetano Latilla, il 26 dicembre  Caio Fabricio di Pietro Auletta, nel gennaio 1743 Tito Manlio di Jommelli, il 26 dicembre Vologeso re dei Parti di Leonardo Leo, nel gennaio 1744 Germanico di Andrea Bernasconi con Gioacchino Conti "Gizziello", il 26 dicembre Poro di Christoph Willibald Gluck, nel 1748 Andromaca di Giovanni Battista Lampugnani, nel 1749 Partenope di Giuseppe Scarlatti, nel 1750 Didone di Domingo Terradellas e  La vittoria d'Imeneo di Baldassarre Galuppi con Giovanna Astrua, Gaetano Majorano, Anton Raaff e Francesco Maria Veracini, nel 1751 Nitocri di Gioacchino Cocchi, nel 1752 Antigona di Giovanni Battista Casali e Lucio Papirio di Ignazio Balbi, nel 1753 Medo di Girolamo Abos e  Bajazette di Jommelli, nel 1754 Demofoonte di Gennaro Manna e  Sesostri di Ferdinando Bertoni, nel 1755 Andromeda di Cocchi e  Ricimero di Giacinto Calderara, nel 1756 Solimano di Michelangelo Valentini e Antigono di Antonio Gaetano Pampani, nel 1757 Lucio Vero di Bertoni e  La Nitteti di Ignaz Holzbauer, nel 1758 Adriano in Siria di Giovanni Battista Borghi con Gaetano Guadagni, nel 1759 Eumene di Antonio Maria Mazzoni, nel 1760 Enea nel Lazio di Tommaso Traetta con Caterina Gabrielli e Artaserse di Johann Christian Bach, nel 1762 Ifigenia in Aulide di Bertoni con Giuseppe Aprile,  Il caffè di campagna di Ignazio Celoniati e Catone in Utica di Gian Francesco de Majo, nel 1763 Pelopida di Giuseppe Scarlatti, nel 1765 Montezuma di de Majo, nel 1766 Oreste di Carlo Monza e Tancredi di Bertoni, nel 1767 Mitridate re di Ponto di Quirino Gasparini e Il trionfo di Clelia di Josef Mysliveček, nel 1769 Enea in Cartagine di Giuseppe Colla diretta da Gaetano Pugnani con Pietro Benedetti, nel 1770 Armida di Pasquale Anfossi, nel 1771 Annibale in Torino di Giovanni Paisiello  (alla quale assistettero il giovane Mozart accompagnato dal padre in visita a Torino e che poi descrissero il Teatro e gli artisti in termini lusinghieri ed ammirati), poi  Issea di Pugnani e  Andromeda di Colla con Lucrezia Agujari, nel 1772 Argea di Felice Alessandri, nel 1773 Didone abbandonata di Colla e Antigona di Mysliveček, nel 1774 Merope di Pietro Alessandro Guglielmi con Giacomo David, nel 1775 L'isola di Alcina ossia Alcina e Ruggiero di Alessandri,  L'Aurora di Pugnani e  Cleopatra di Monza, nel 1776 Sicotencal di Giovanni Marco Rutini e Calipso di Bernardo Ottani, nel 1777 Medonte di Bertoni con Gaspare Pacchierotti, nel 1778 Lucio Silla di Michele Mortellari, nel 1779 Fatima di Ottani con Nicola Tacchinardi, nel 1780 Montezuma di Giacomo Insanguine e Andromaca di Vicente Martín y Soler con Luísa Todi, nel 1781 Adriano in Siria di Giacomo Rust, nel 1782 Solimano di Giuseppe Curcio, nel 1783 Vologeso di Soler e  Briseide di Francesco Bianchi con Brigida Giorgi Banti, nel 1784 Bacco e Arianna di Angelo Tarchi con Girolamo Crescentini e  Artaserse di Domenico Cimarosa con Luigi Marchesi, nel 1785 Achille in Sciro di Pugnani e Erifile di Monza, nel 1786 Il trionfo di Clelia di Tarchi con Matteo Babbini, nel 1787 Volodimiro di Cimarosa e  Demofoonte di Pugnani, nel 1788 Ifigenia in Aulide di Cherubini, nel 1789 Teodolinda di Gaetano Andreozzi con Gertrud Elisabeth Mara e  Demetrio a Rodi di Pugnani con Giovanni Ansani, nel 1790 Il Giulio Sabino di Tarchi, nel 1791 La disfatta dei mori di Giuseppe Gazzaniga e nel 1792 Annibale in Torino di Nicola Antonio Zingarelli.

### 1797-1814

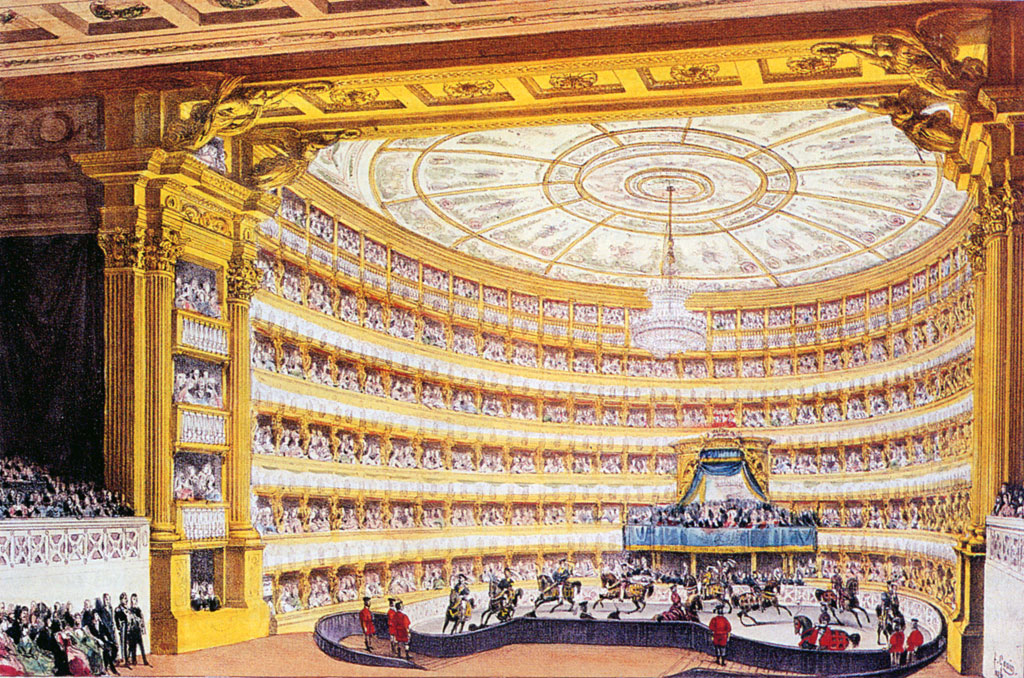
La sala del Teatro Regio adattata per una giostra di cavalli nel 1839. Torino, Archivio Storico del Teatro Regio.

Dopo cinque anni di chiusura (1792/1796) a causa delle guerre seguite al periodo rivoluzionario in Francia, il Regio, con l'annessione temporanea del Piemonte alla Francia, cambia nome più volte, rispecchiando gli incalzanti eventi storici: nel 1798 diviene Teatro Nazionale, nel 1802 Grand Théâtre des Arts e nel 1804 Théâtre Impérial.
Nel 1797 riprendono gli spettacoli con La clemenza di Tito di Bernardino Ottani, nel 1798 seguono la prima assoluta de I veri amici repubblicani di Zingarelli e l' Argea di Andreozzi, nel 1802 Ginevra di Scozia ossia Ariodante e Sesostri re d'Egitto ovvero Le feste d'Isida di Giuseppe Mosca, nel 1805 Corrado di Ferdinando Orlandi con Gaetano Crivelli, nel 1806 Coriolano di Vincenzo Lavigna, nel 1807 Hoango ancora di Lavigna, nel 1809 Palmerio e Claudia di Lavigna e Elisabetta regina d'Inghilterra di Stefano Pavesi con Adelaide Malanotte ed Andrea Nozzari, nel 1810 Dario Istaspe di Giuseppe Nicolini e Angelica e Medoro ossia L'Orlando di Nicolini con Giovanni Battista Velluti, nel 1811 Nitteti di Pavesi con Isabella Colbran e Claudio Bonoldi, nel 1813 Bajazet di Pietro Generali  con Elisabetta Manfredini e nel gennaio 1814 Cesare in Egitto di Ercole Paganini.
Nel clima moralizzatore degli anni repubblicani è abolito il gioco d'azzardo e viene proibito l'ingaggio dei castrati (che torneranno però in epoca imperiale). In repertorio continuano a esserci opere italiane, con libretti rimaneggiati più o meno superficialmente in senso giacobino. Napoleone Bonaparte presenzia agli spettacoli, quando è a Torino, in tre occasioni e giungono interpreti di prima grandezza, come il soprano Isabella Colbran, il tenore Nicola Tacchinardi e il coreografo Salvatore Viganò.

### 1815-1870

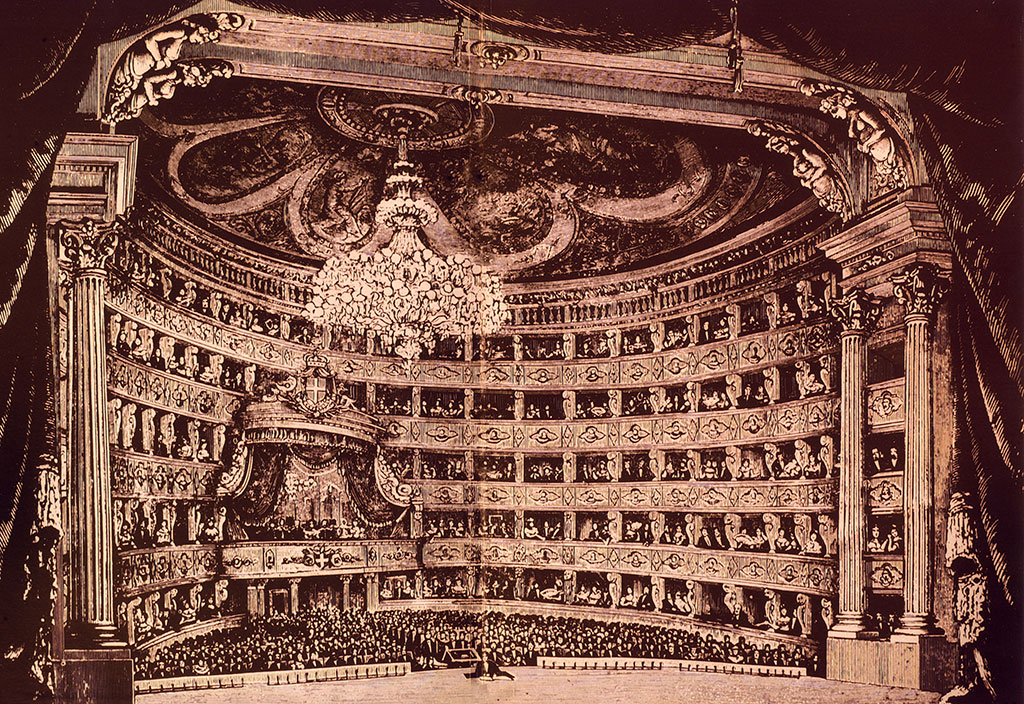
La sala del Teatro Regio a metà Ottocento in una stampa attribuita a Francesco Gonin. Torino, Archivio Storico del Teatro Regio.

Con la Restaurazione, il Teatro rientra in possesso dei Savoia che rimettono al loro posto le antiche Insegne Reali frettolosamente rimosse con l'avvento dei francesi. All'epoca di Carlo Felice (1821-1831), grande appassionato di Teatro e Lirica, la sala subisce un generale ripristino in cui spicca l'installazione di un nuovo " Grande Lampadario" in sostituzione di quello originario, alfieriano; in questo periodo calcano le scene del Regio virtuosi come Giuditta Pasta e Domenico Donzelli. Dagli anni Trenta con l'avvento al Trono di Carlo Alberto  (1831 - 1849) assistiamo a un deciso rinnovamento dettato dal mutamento nel gusto artistico della Corte Sabauda e anche il Regio, nel 1837, riceve una importante trasformazione stilistica (ma anche tecnica) di impronta sontuosamente neoclassica esplicitata dai lavori affidati a Ernesto Melano, per la parte architettonica e di Pelagio Palagi, coadiuvato da Carlo Sada, per quella decorativa; fra gli artisti impiegati per le opere pittoriche spiccano Luigi Vacca e Francesco Gonin mentre sculture e intagli sono affidate a Giuseppe Bogliani e Giuseppe Gaggini. Negli stessi anni vengono anche introdotte alcune novità nella programmazione degli spettacoli: si passa ad una stagione di Carnevale-Quaresima, articolata in cinque o più opere, ora prevalentemente di repertorio ma senza lesinare sulla committenza di prime assolute; a partire poi dalla rappresentazione de Barbiere di Siviglia di Gioachino Rossini (nel 1855 diretto da Eugenio Cavallini con Fanny Tacchinardi), il Regio si aprirà più continuativamente alle opere buffe che, prima di allora, avevano fatto solo rare comparse in un Teatro votato quasi esclusivamente all'Opera seria. Nonostante il rinnovato splendore decorativo della sala, (ulteriormente esaltato in quegli anni dalla nuova e allora avveniristica illuminazione a gas),  bisogna però annotare che dagli anni Quaranta a tutti gli anni Sessanta dell'Ottocento gli spettacoli allestiti al Regio di Torino, seppur vari nella programmazione e con qualche eccellenza assoluta, perdono d'importanza artistica rispetto al periodo precedente, soprattutto se confrontati a quelli coevi di Milano, Napoli e Venezia, quasi che l'attenzione della Città, in quei cruciali decenni risorgimentali, fosse rivolto a ben altre priorità "Nazionali".
Nel 1815 avviene la prima assoluta di Teseo e Medea di Carlo Coccia, nel 1816 Berenice di Armenia di Carlo Evasio Soliva con Teresa Belloc-Giorgi, nel 1819 Rodrigo di Valenza di Orlandi, nel 1823 Didone abbandonata di Saverio Mercadante e  Demetrio di Johann Simon Mayr diretta da Giovanni Battista Polledro con Adelaide Tosi ed Isabella Fabbrica, nel 1824 Nitocri ancora di Mercadante, nel 1825 Teuzzone di Nicolini, nel 1826 Bianca di Messina di Nicola Vaccai con Henriette Méric-Lalande, nel 1827 Ezio di Mercadante, nel 1830 Annibale in Torino di Luigi Ricci con Domenico Reina, nel 1835 Francesca Donato di Mercadante e Gli Illinesi di Pietro Antonio Coppola con Giuditta Grisi, nel 1838 Marco Visconti di Vaccai, nel 1840 Il templario di Otto Nicolai, nel 1841 Il lago delle fate di Coccia, nel 1843 enorme successo ebbe Il reggente di Saverio Mercadante, nel 1846 La regina di Cipro di Giovanni Pacini con Erminia Frezzolini, nel 1848 Ester d'Engaddi  ancora di Pacini con Prosper Dérivis, nel 1849 Il gladiatore di Pasquale Bona con Marietta Gazzaniga ed Achille De Bassini e nel 1854 Salvator Rosa o Il carnevale di Roma di Domenico Ronzani.Nel 1856 avviene la prima assoluta di Ugolino della Gherardesca di Ronzani e La vergine di Kent di Angelo Villanis diretta da Giulio Ferrarini con Gaetano Fraschini.
Con l'acquisito ruolo di Torino quale prima Capitale d'Italia (seppur per poco), un nuovo intervento di restauro e rinnovamento parve quasi d'obbligo: questa volta la realizzazione venne affidata ad Angelo Moja proprio nel fatidico 1861; si cancellarono così le magniloquenti ma forse allora giudicate ancora algide vesti neoclassiche, restituendo alla sala, se non proprio l'originario e ormai irrimediabilmente compromesso aspetto rococò, una più accattivante e capricciosa veste “neobarocca”. Pochi anni dopo (1869) venne realizzato un nuovo sipario, dipinto ancora per mano del celebre pittore piemontese Francesco Gonin.
Nel 1862 si rappresenta la prima assoluta di Leone Isauro di Emilio Cianchi, altre prime assolute, nel 1864: Il rinnegato fiorentino di Giovanni Luigi Bazzoni e La contessa d'Amalfi di Errico Petrella.

### 1870-1936

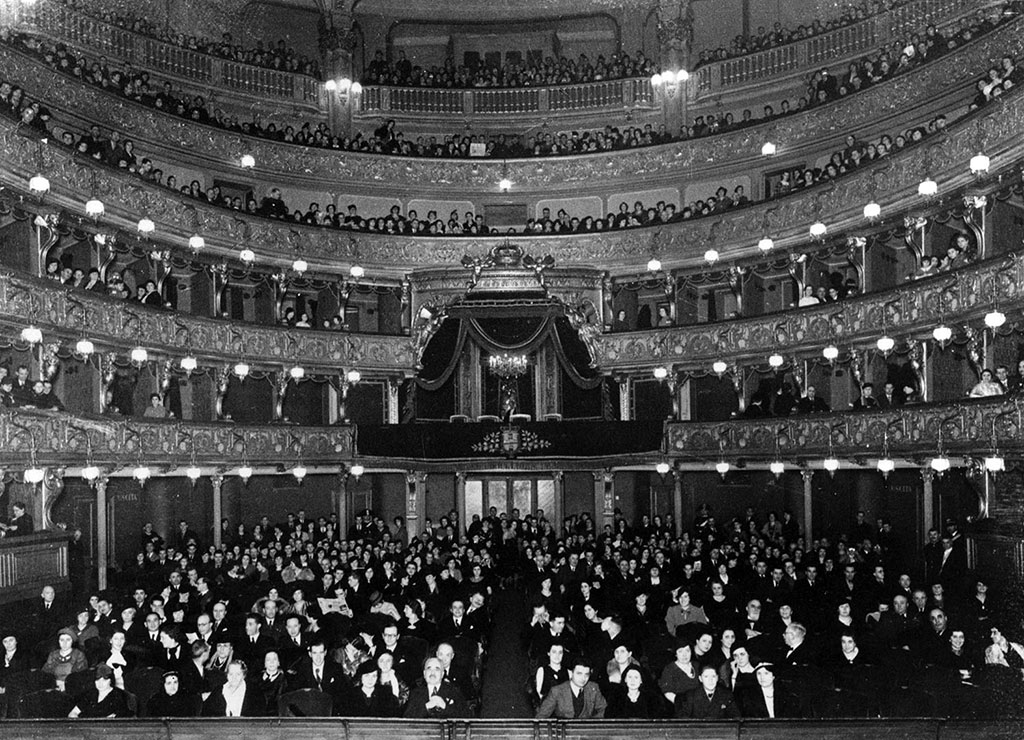
La sala del Teatro Regio la sera dell'8 febbraio 1936, poche ore prima dell'incendio che avrebbe distrutto il teatro. Torino, Archivio Storico del Teatro Regio.

Nel 1870 la proprietà del Regio passa dalla Casa Reale al Comune di Torino, e anche con la nuova proprietà non smettono di susseguirsi migliorie tecniche e restauri più o meno importanti all'edificio. Già in una assemblea comunale del 1881 si parla delle necessità di cospicui interventi di ampliamento del palcoscenico, nuovi locali di servizio, modifiche alla Sala teatrale, introduzione dell'illuminazione elettrica, ma, a parte quest'ultimo intervento realizzato nel 1884 su progetto dell’ingegnere torinese Enrico e la modifica della cassa armonica dell'orchestra sotto la supervisione di Arturo Toscanini, ci si limiterà, tranne la completa riforma funzionale e decorativa del Foyer, ad interventi di ordinaria manutenzione. Dal 1888 nelle sedute consigliari torinesi si parla sempre più insistentemente di un rinnovamento radicale del Maggior Teatro cittadino ormai giudicato non più procrastinabile rispetto anche alle nuove esigenze di una città in forte espansione demografica il cui pubblico culturale appare sempre più eterogeneo; ma dovrà passare ancora qualche anno prima che, il 26 dicembre 1905, dopo tre anni di chiusura del Teatro (con la programmazione stagionale trasferita provvisoriamente al Teatro Vittorio Emanuele) il "nuovo" Regio venga nuovamente riaperto agli spettacoli. il Regio "riformato" dall'ingegner Ferdinando Cocito, per le parti strutturali e architettoniche e da Ceragioli, Andrea Marchisio e Giacomo Grosso per quelle decorative, apparve alla cittadinanza in forme certamente più capienti, forse anche più comode e funzionali: ma l'aspetto della nuova Sala teatrale, ormai, appariva sempre più distante da quello dell'antica elegante e preziosa Sala settecentesca già tanto universalmente ammirata e celebrata.
L'ultima rilevante impresa sullo "storico contenitore" teatrale si ebbe nel 1924 con la completa (e costosissima) riforma del Palcoscenico: dall'elevazione sulle antiche strutture di una nuova e ben più alta torre scenica, alla completa sostituzione delle attrezzature tecniche di scena e dell' impianto elettrico.                              Quest'ultimo intervento portò il Teatro a possedere il più vasto e moderno palcoscenico d'Italia. Memorabile fu il 21 marzo 1925 la grandiosa rappresentazione del Nerone di Arrigo Boito diretta da Arturo Toscanini, dove appunto poterono essere evidenziate al massimo grado le nuove e straordinarie potenzialità tecniche e scenografiche ora a disposizione del Teatro torinese. Fu un primato tanto lusinghiero quanto di breve durata: nella notte tra l'8 e il 9 febbraio 1936, a poche ore dalla rappresentazione di una replica dell'opera Liolà su musiche F. Mulè, il Teatro Regio venne completamente distrutto da un violento incendio le cui cause non furono mai completamente chiarite. Della vecchia e gloriosa struttura teatrale, che per duecento anni (a differenza di tantissimi altri teatri, italiani e stranieri)  mai aveva subito l'onta devastatrice delle fiamme, si salvarono appena i muri esterni e pochissimi cimeli: tra questi un antico caminetto in marmo ricollocato in una sala dell'attuale Teatro oltre a lacerti decorativi di stucchi e affreschi conservati in sale oggi facenti parte dell'attiguo Archivio di Stato.                                                                                       Complici la Seconda Guerra mondiale e le priorità della ricostruzione post-bellica saranno necessari quasi quarant'anni per la rinascita del distrutto Teatro in una veste strutturale e formale totalmente moderna.
Negli anni post-unitari la storia del Teatro si intreccia con quella dell'Orchestra Civica e dei Concerti Popolari ideati da Carlo Pedrotti, il quale apporta forti innovazioni nel repertorio musicale introducendo nella programmazione le opere di Richard Wagner con Lohengrin nel 1877 nella traduzione di Salvatore Marchesi con Romilda Pantaleoni, Italo Campanini (tenore) e Giuseppe Kaschmann  di Jules Massenet con Le Roi de Lahore nel 1878 nella traduzione di Angelo Zanardini; nel 1879 La Regina di Saba di Karl Goldmark e di tanti altri artisti sia d'oltralpe che dell'avanguardia musicale italiana. Torino ritorna così, anche dal punto di vista dell'intrattenimento culturale, a primeggiare competitivamente con le altre grandi città italiane.
Nel 1870 avviene la prima assoluta di Il favorito di Pedrotti con Teresa Stolz, nel 1874 La contessa di Mons di Lauro Rossi e Bella Italia o Wo die Zitronen blühen di Johann Strauss (figlio), nel 1876 Ermanzia di Romualdo Marenco e Cleopatra di Rossi, nel 1878 Sieba o La spada di Wodan di Marenco e Francesca da Rimini di Antonio Cagnoni, nel 1879 L'astro degli Afghan di Marenco, Ero e Leandro di Giovanni Bottesini e  Day-Sin di Marenco, nel 1880 la prima assoluta di Elda  di Alfredo Catalani e de La regina del Nepal di Bottesini con Mattia Battistini e Francesco Navarrini, nel 1881 Day-Natha di Marenco, nel 1884  prima assoluta di Dejanice di Catalani nel 1890 ancora l'importante prima assoluta di Loreley di Alfredo Catalani, nel 1893 di Cristoforo Colombo di Alberto Franchetti  e di Irene di Alfredo Keil con Giuseppe Cremonini Bianchi; nel 1898 debuttò La Camargo di Enrico Da Leva.
Nel nome di Wagner è pure l'esordio in Teatro di Arturo Toscanini, con una memorabile edizione de Il crepuscolo degli dei (1895); il celebre Maestro da allora collaborerà continuativamente per decenni con l'Orchestra torinese dirigendo, fra l'altro, la prima assoluta de La bohème   di Giacomo Puccini (1896) e, il 26 dicembre 1905, il wagneriano Sigfrido con protagonista il grande tenore Giuseppe Borgatti nella serata inaugurale del Teatro dopo i radicali lavori di trasformazione progettati da Ferdinando Cocito.
Rispetto ai decenni centrali dell'Ottocento ritornano nei cartelloni del Regio di Torino committenze a compositori di prima grandezza quali Alfredo Catalani (prime assolute di Elda, Dejanice, Loreley ) Giacomo Puccini, che tiene a battesimo a Torino il grande successo di Manon Lescaut (1893) e ancora quello de La bohème (1896) , Richard Strauss, che nel 1906 presenta la sua Salomè in prima italiana con Gemma Bellincioni ed Oreste Benedetti.
Nel 1901 avviene la prima assoluta di Le maschere di Pietro Mascagni diretta da Rodolfo Ferrari, nel 1909 Héllera di Italo Montemezzi diretta da Tullio Serafin con Edoardo Garbin e nel 1910 La festa del grano di Giocondo Fino.
L'ultima grande "prima" ospitata dal Regio "antico" è Francesca da Rimini di Riccardo Zandonai, su libretto di Gabriele D'Annunzio (1914). Dopo la chiusura nel periodo della grande guerra, il Teatro si dedica prevalentemente a opere di repertorio: la straordinaria stagione dell'Opera Lirica (italiana e non solo) va ormai esaurendosi. Nel 1922 avviene ancora la prima assoluta di La figlia del re di Adriano Lualdi diretta da Serafin con Ester Mazzoleni ed Ezio Pinza, nel 1925 la grandiosa rappresentazione del Nerone  opera postuma di Arrigo Boito diretta da Arturo Toscanini;  e nel 1931 La valle degli eroi di Giuseppe Blanc diretta in prima assoluta da Franco Ghione.

### 1936-1973

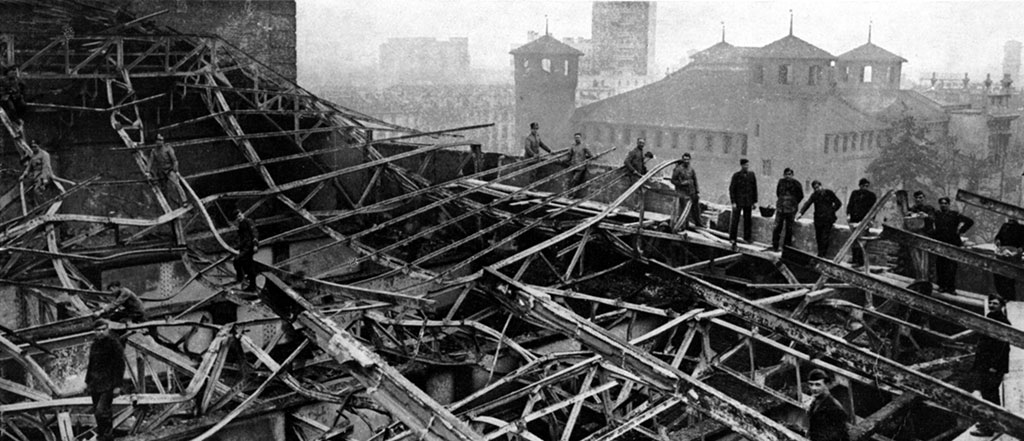
La copertura del Teatro Regio all'indomani dell'incendio che fra l'8 e il 9 febbraio del 1936 distrusse il teatro. Torino, Archivio Storico del Teatro Regio.

Dopo l'incendio del 1936, si pone il problema di stabilire a chi affidare il progetto di ricostruzione del Teatro. Il bando di concorso, pubblicato nel 1937, viene vinto dagli architetti Aldo Morbelli e Robaldo Morozzo della Rocca.
Nonostante continui aggiornamenti, e perfino una cerimonia di posa della prima pietra nel 1962, il loro progetto non si concretizzò mai: nel 1965, infatti, l'amministrazione comunale promosse una nuova soluzione con l'affidamento dell'incarico all'architetto Carlo Mollino e agli ingegneri Marcello Zavelani Rossi e Adolfo Zavelani Rossi, che saranno affiancati da Carlo Graffi e, per le strutture, da Sergio Musmeci e F. Bertone. I lavori, iniziati nel settembre 1967 si conclusero nei primissimi mesi del 1973.

### Dal 1973 a oggi

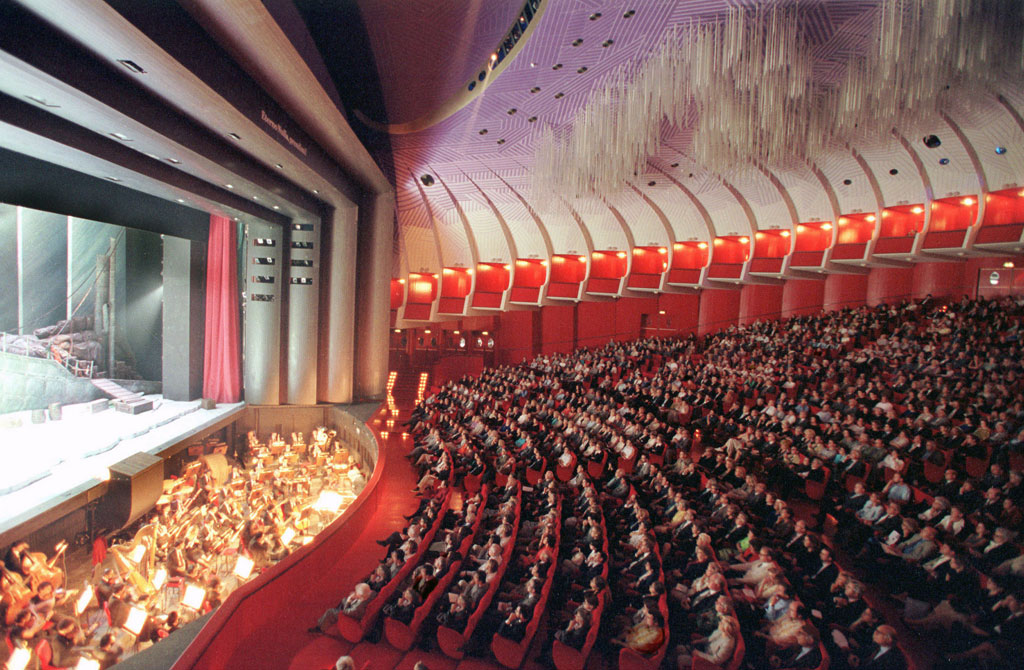
La sala del Teatro Regio come si presenta oggi.

Il nuovo Teatro Regio viene inaugurato dal presidente della Repubblica dell'epoca, Giovanni Leone, il 10 aprile 1973 con l'opera di Giuseppe Verdi I vespri siciliani, per la regia di Maria Callas e Giuseppe Di Stefano. Per una fatalità del destino, Mollino muore il 27 agosto dello stesso anno.

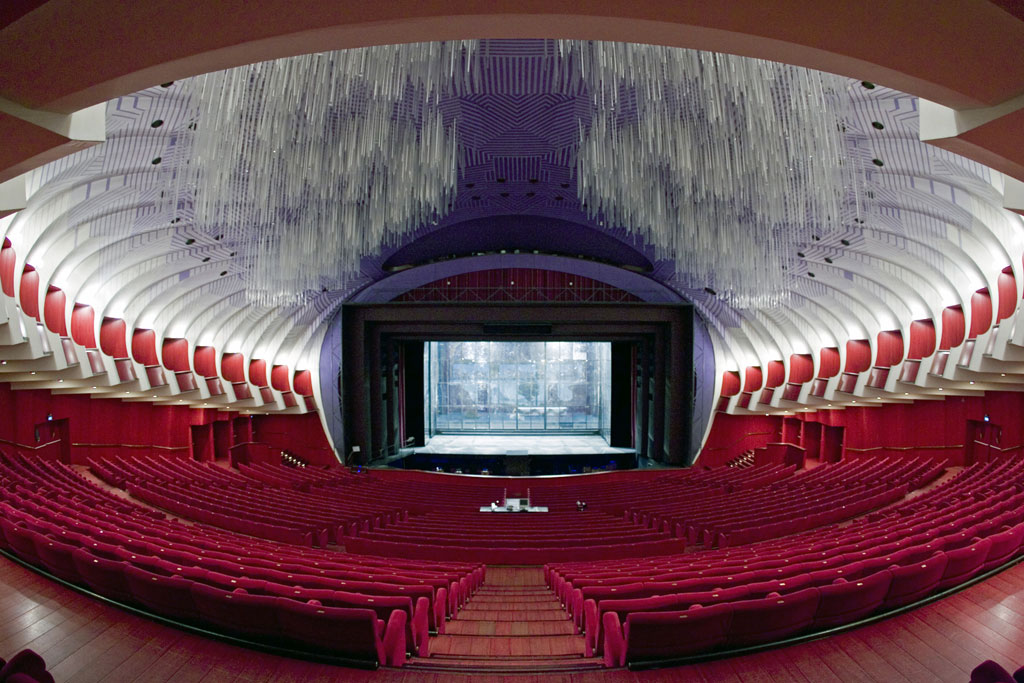
La sala del Teatro Regio ripresa con il grandangolo.

Nello stesso anno viene creata la Fondazione di diritto privato che nei due complessi di Piazza Castello del Teatro Regio e del Piccolo Regio Giacomo Puccini organizza durante l'anno gli spettacoli musicali e le iniziative culturali (mostre ed esposizioni) .
Nel 1976 avviene la prima assoluta di L'imperatore Jones di Sandro Fuga diretta da Fernando Previtali, nel 1979 di Le rarità, Potente di Sylvano Bussotti, nel 1981 di Phaidra-Heliogabalus di Bussotti diretta da Bruno Bartoletti e nel 1984 di Gargantua di Azio Corghi diretta da Donato Renzetti con Nuccia Focile.dal1976 al 1979 il Direttore  Artistico  del Regio era Gianpiero  Taverna,  allestimento  della  Italiana  in Algeri  con la regia di Gregoretti.
Tra il 1995 e il 1996 la sala subisce un importante intervento di restauro acustico e funzionale e di messa a norma, sotto la guida di Roberto Gabetti, Aimaro Isola e Flavio Bruna per l'architettura, e dello studio Müller BBM per l'acustica. Con l'occasione, sono sostituiti i materiali dei rivestimenti ed è aumentata la profondità della fossa dell'orchestra.
La modifica senza dubbio più evidente è però quella subita dal boccascena: per esigenze sia acustiche che tecnologiche, sparisce l'originaria apertura "a video" per far posto ad un ingombrante boccascena rettangolare che pare quasi "incastrato" nella vecchia apertura. Resta tuttavia la cornice ellissoidale del vecchio boccascena, ancora ben visibile anche se in parte coperta dai montanti della nuova struttura.
Questa revisione destò non poche polemiche una volta terminata, in quanto di fatto snatura completamente il disegno "ad ostrica semiaperta" della sala pensato da Mollino. Le critiche sono rivolte soprattutto alla struttura di supporto del nuovo boccascena, la quale consiste di travature reticolari ben in vista che danno quasi l'idea di far parte di un allestimento scenografico temporaneo.
Va tuttavia sottolineato che il restauro del '96 permise un grande miglioramento dell'acustica della sala (che negli anni fu oggetto di aspre critiche e di lamentele da parte degli artisti succedutisi sul palco del Regio), perlopiù grazie alla sostituzione delle moquettes e proprio al nuovo criticatissimo boccascena.
Contemporaneamente si aggiornarono anche le dotazioni tecnologiche e tutti gli impianti furono messi a norma di legge. L'aver almeno in parte snaturato il disegno molliniano della sala permise tuttavia quindi di disporre nuovamente, anche a 40 anni dall'inaugurazione, di uno dei teatri più versatili e tecnologicamente avanzati d'Europa.
Nel 2013 l'album Verdi di Anna Netrebko con l'Orchestra del Teatro Regio di Torino diretta da Gianandrea Noseda per la Deutsche Grammophon è arrivato in prima posizione per due settimane in Austria e sesta in Germania.
Nel 2023, in occasione del cinquantenario della riapertura, è stato adottato il nuovo logo del Teatro, ispirato a un bozzetto originale e inedito di Carlo Mollino.

### Palinsesti
Dal 1973, l'attività produttiva si è progressivamente incrementata, fino alle ricorrenze che hanno segnato la storia degli ultimi anni del Regio: nel 1990 il 250º anniversario dalla sua fondazione, nel 1996 il centenario dalla “prima” assoluta della Bohème in diretta tv con Mirella Freni, Luciano Pavarotti, Lucio Gallo, Pietro Spagnoli, Nicolai Ghiaurov ed Alfredo Mariotti diretti da Daniel Oren, nel 1998 i 25 anni del nuovo teatro (con un importante restauro acustico), nel 2006 la straordinaria avventura dei XX Giochi Olimpici Invernali e delle Olimpiadi della Cultura.
Alla Stagione d'Opera e Balletto, che prevede una quindicina di titoli da ottobre a luglio, si affiancano molte altre attività: concerti sinfonico-corali e cameristici che vedono impegnati l'Orchestra e il Coro del Teatro Regio; una serie di spettacoli allestiti al Piccolo Regio e destinati in particolare ai giovani e alle famiglie; manifestazioni organizzate in collaborazione con le istituzioni locali come Torino SettembreMusica, Torinodanza, RegioneInTour e altre; La Scuola all'Opera, fitto calendario di attività e spettacoli destinati a bambini e ragazzi; e poi conferenze, visite guidate e mostre. Tutte manifestazioni che pongono il Teatro Regio al centro della vita culturale e artistica di Torino e del Piemonte ma non solo.
Dal 1999 al 2018 Walter Vergnano era Sovrintendente del Teatro. Dal 2007 al 2018 era Direttore musicale il Maestro Gianandrea Noseda.

## Organo a canne
Nel 1973, per il teatro è stato costruito dalla ditta Mascioni un organo a canne a trasmissione meccanica (opus 964). Lo strumento ha due tastiere di 61 note ed una pedaliera di 32.

## Titoli inaugurali delle Stagioni d'Opera e di Balletto al nuovo Regio
- 1973 -I Vespri siciliani di Giuseppe Verdi, direttore d'orchestra Fulvio Vernizzi, con Raina Kabaivanska, Gianni Raimondi, Bonaldo Giaiotti, Licinio Montefusco, regia di Maria Callas e Giuseppe Di Stefano;
- 1973/1974 - Un ballo in maschera di Giuseppe Verdi, direttore d'orchestra Gianandrea Gavazzeni, con Renata Scotto, Gianni Raimondi e Mario Zanasi, regia Margherita Wallmann;[14]
- 1974/1975 - La fanciulla del West di Giacomo Puccini, direttore d'orchestra Nino Sanzogno, con Carol Neblett, Plácido Domingo e Mario Basiola, regia Piero Faggioni, scene Dante Ferretti;[15]
- 1975/1976 - Carmen di Georges Bizet, direttore d'orchestra Peter Maag, con Ruza Baldani, Gilbert Py e Jeannette Pilou, regia Aldo Manella;[16]
- 1976/1977 - Falstaff di Giuseppe Verdi, direttore d'orchestra Francesco Molinari Pradelli, con Giuseppe Taddei, regia Filippo Crivelli;[17]
- 1977/1978 - Macbeth di Giuseppe Verdi, direttore d'orchestra Fernando Previtali, con Renato Bruson e Sylvia Sass, regia Andras Miko, scene e costumi Mischa Scandella;[18]
- 1978/1979 - Boris Godunov di Modest Petrovič Musorgskij, direttore d'orchestra Lovro von Matačić, con Stefan Elenkov, Luigi Roni, Nicola Martinucci e Ruza Baldani;[19]
- 1979/1980 - Aida di Giuseppe Verdi, direttore d'orchestra Gianandrea Gavazzeni, con Martina Arroyo, Nunzio Todisco, Fiorenza Cossotto e Giampiero Mastromei, regia Mauro Bolognini, scene Mario Ceroli, costumi Aldo Buti;[20]
- 1980/1981 - Il trovatore di Giuseppe Verdi, direttore d'orchestra Peter Maag, con Giuseppe Giacomini, Katia Ricciarelli, Fiorenza Cossotto e Sherrill Milnes, regia Carlo Maestrini, scene Eugenio Guglielminetti;[21]
- 1981/1982 - Otello di Giuseppe Verdi, direttore d'orchestra Gianandrea Gavazzeni, con Carlo Cossutta, Lella Cuberli e Silvano Carroli, regia Carlo Maestrini, scene e costumi Lorenzo Ghiglia;[22]
- 1982/1983 - Parsifal di Richard Wagner, direttore d'orchestra Gabor Otvös, con Jean Cox, Dunja Vejzović, Wolfgang Schöne e Peter Meven, scene e costumi Enrico D'Assia;[23]
- 1983/1984 - Attila di Giuseppe Verdi, direttore d'orchestra Nello Santi, con Nikola Gjuzelev, Silvano Carroli, Maria Chiara e Veriano Luchetti, regia Lamberto Puggelli, scene Paolo Bregni;[24]
- 1984/1985 - I due Foscari di Giuseppe Verdi, direttore d'orchestra Maurizio Arena, con Renato Bruson, Nicola Martinucci e Dunja Vejzović, regia Sylvano Bussotti, scene e costumi Antonio Zancanaro;[25]
- 1985/1986 - Elisabetta, Regina d'Inghilterra di Gioachino Rossini, direttore d'orchestra Gabriele Ferro, con Lella Cuberli, Daniela Dessì, Rockwell Blake e Antonio Savastano, regia Gianfranco De Bosio;[26]
- 1986/1987 - L'oro del Reno di Richard Wagner, direttore d'orchestra Zoltán Peskó, regia Gianfranco De Bosio, scene Attila Kovacs, costumi Santuzza Calì;[27]
- 1987/1988 - Sigfrido di Richard Wagner, direttore d'orchestra Zoltán Peskó, regia Gianfranco De Bosio;[28]
- 1988/1989 - La Gioconda di Amilcare Ponchielli, direttore d'orchestra Nello Santi, con Giovanna Casolla, Silvano Carroli e Salvatore Fisichella, regia, scene e costumi Sylvano Bussotti;[29]
- 1989/1990 - Rigoletto di Giuseppe Verdi, direttore d'orchestra Maurizio Arena, con John Rawnsley, Luciana Serra, Dano Raffanti e Cinzia De Mola, regia Lamberto Puggelli, scene Luisa Spinatelli;[30]
- 1990/1991 - Don Carlos di Giuseppe Verdi, direttore d'orchestra Gustav Kuhn, regia Gustav Kuhn, scene e costumi Peter Pabst;
- 1991/1992 - Il trovatore di Giuseppe Verdi, direttore d'orchestra Vjekoslav Sutej, regia Giuliano Montaldo, scene Luciano Ricceri, costumi Nana Cecchi;
- 1992/1993 - La bohème di Giacomo Puccini, direttore Fabrizio Maria Carminati, regia Ugo Gregoretti, scene e costumi Eugenio Guglielminetti;
- 1993/1994 - I Capuleti e i Montecchi di Vincenzo Bellini, direttore d'orchestra Bruno Campanella, regia Giorgio Marini, scene Lauro Crisman, costumi Ettora D'Ettorre;
- 1994/1995 - La Fille du régiment di Gaetano Donizetti, direttore d'orchestra Bruno Campanella, regia Luca Ronconi, scene Margherita Palli, costumi Carlo Diappi;
- 1995/1996 - I maestri cantori di Norimberga di Richard Wagner, direttore d'orchestra Dietfried Bernet, regia Graham Vick, scene e costumi Richard Hudson;
- 1996/1997 - Carmen di Georges Bizet, direttore d'orchestra John Mauceri, regia Keith Warner, scene e costumi Marie-Jeanne Lecca;
- 1997/1998 - Samson et Dalila di Camille Saint-Saëns, direttore d'orchestra Alain Guingal, regia Luca Ronconi, scene Margherita Palli, costumi Vera Marzot;
- 1998/1999 - Don Giovanni di Wolfgang Amadeus Mozart, direttore d'orchestra Yoram David, regia, scene e costumi Pier’Alli;
- 1999/2000 - The Rake's Progress di Igor' Fëdorovič Stravinskij, direttore d'orchestra Bruno Campanella, regia John Cox, scene e costumi David Hockney;
- 2000/2001 - Sly di Ermanno Wolf-Ferrari, direttore d'orchestra Renato Palumbo, regia Hans Hollmann, scene Hans Hoffer, costumi Dirk von Bodisco;
- 2001/2002 - Lear di Aribert Reimann, direttore d'orchestra Arthur Fagen, regia Luca Ronconi, scene Margherita Palli, costumi Vera Marzot;
- 2002/2003 - Capriccio di Richard Strauss, direttore d'orchestra Jeffrey Tate, regia Jonathan Miller, scene Peter Davison, costumi Sue Willmington;
- 2003/2004 - Simon Boccanegra di Giuseppe Verdi, direttore d'orchestra Roberto Abbado, regia Graham Vick, scene e costumi Richard Hudson;
- 2004/2005 - La bohème di Giacomo Puccini, direttore d'orchestra Evelino Pidò, regia Giuseppe Patroni Griffi, scene e costumi Aldo Terlizzi;
- 2005/2006 - Aida di Giuseppe Verdi, direttore d'orchestra Pinchas Steinberg, regia William Friedkin, scene e costumi Carlo Diappi;
- 2006/2007 - Turandot di Giacomo Puccini, direttore d'orchestra Lü Jia, regia Luca Ronconi;
- 2007/2008 - Falstaff di Giuseppe Verdi, direttore d'orchestra Gianandrea Noseda, regia, scene e costumi Pier Luigi Pizzi;
- 2008/2009 - Medea di Luigi Cherubini, direttore d'orchestra Evelino Pidò, regia, scene e costumi Hugo de Ana;
- 2009/2010 - La traviata di Giuseppe Verdi, direttore d'orchestra Gianandrea Noseda, regia e costumi Laurent Pelly, scene Chantal Thomas;
- 2010/2011 - Boris Godunov di Modest Petrovič Musorgskij, direttore d'orchestra Gianandrea Noseda, regia e luci Andrei Konchalovsky, scene Graziano Gregori, costumi Carla Teti;
- 2011/2012 - Fidelio di Ludwig van Beethoven, direttore d'orchestra Gianandrea Noseda, regia di Mario Martone;
- 2012/2013 - Der Fliegende Holländer di Richard Wagner, direttore d'orchestra Gianandrea Noseda, regia di Willy Decker;
- 2013/2014 - Simon Boccanegra di Giuseppe Verdi, direttore d'orchestra Gianandrea Noseda, regia di Sylvano Bussotti;
- 2014/2015 - Otello di Giuseppe Verdi, direttore d'orchestra Gianandrea Noseda, regia di Walter Sutcliffe;
- 2015/2016 - Aida di Giuseppe Verdi, direttore d'orchestra Gianandrea Noseda, regia di William Friedkin;
- 2016/2017 - La bohème di Giacomo Puccini, direttore d'orchestra Gianandrea Noseda, regia di Alex Ollé;
- 2017/2018 - Tristano e Isotta di Richard Wagner, direttore d'orchestra Gianandrea Noseda, regia di Claus Guth;
- 2018/2019 - Il trovatore di Giuseppe Verdi, direttore d'orchestra Pinchas Steinberg, regia di Paul Curran;
- 2019/2020 - Les pêcheurs de perles di Georges Bizet, direttore d'orchestra Ryan McAdams, regia, scene, costumi, coreografie e luci di Julien Lubek e Cécile Roussat;
- 2022 - La bohème di Giacomo Puccini, direttore d'orchestra Pier Giorgio Morandi, regia Paolo Gavazzeni e Piero Maranghi;
- 2023 - Il barbiere di Siviglia di Gioachino Rossini, direttore d'orchestra Diego Fasolis, regia di Pierre-Emmanuel Rousseau;
- 2023/2024 - La Juive di Fromental Halévy, direttore d'orchestra Daniel Oren, regia di Stefano Poda.
- 2024/2025 - Le nozze di Figaro di Wolfgang Amadeusl Mozart, direttore d'orchestra Leonardo Sini, regia di Emilio Sagi.

## Coro del Teatro Regio
Il coro, composto da oltre sessanta elementi, è attualmente diretto dal maestro Ulisse Trabacchin. L'organico è stato fondato alla fine dell’Ottocento ed è ritenuto uno dei maggiori cori teatrali europei. 
Sotto la guida di Bruno Casoni (dal 1994 al 2002), il coro ha raggiunto un alto livello di notorietà internazionale, intraprendendo una serie di tournée internazionali che proseguono tuttora e che hanno toccato il Giappone, Hong Kong, Canada, Stati Uniti (tra cui un acclamato concerto nel 2014 alla Carnegie Hall) e numerose altre nazioni. Il coro ha ricevuto numerosi apprezzamenti tra i quali quelli di Semyon Bychkov che, dopo averlo diretto 2002 per la Messa in si minore di Bach, lo ha invitato a Colonia per l’incisione di un disco che ripercorreva la Messa da Requiem di Verdi.

## Discografia
La discografia completa è disponibile sul sito del Teatro Regio.
- La bohème di Giacomo Puccini / Interpreti principali: Irina Lungu (Mimì), Giorgio Berrugi (Rodolfo), Kelebogile Besong (Musetta), Massimo Cavalletti (Marcello) / Direttore d'orchestra: Gianandrea Noseda / Regia: Àlex Ollé / 2017 - Unitel/C Major
- Aida di Giuseppe Verdi / Interpreti principali: Kristin Lewis (Aida), Anita Rachvelishvili (Amneris), Marco Berti (Radamès), Mark S. Doss (Amonasro) / Direttore d’orchestra: Gianandrea Noseda / Regia: William Friedkin / 2016 - Unitel/C Major
- Faust di Charles Gounod / Interpreti principali: Charles Castronovo (Faust), Ildar Abdrazakov (Méphistophélès), Irina Lungu (Marguerite) / Direttore d’orchestra: Gianandrea Noseda / Regia, scene e costumi: Stefano Poda / 2015 - Unitel Classica
- Don Carlo di Giuseppe Verdi / Interpreti principali: Ramón Vargas (Don Carlo), Svetlana Kasyan (Elisabetta di Valois), Ildar Abdrazakov (Filippo II), Ludovic Tézier (Rodrigo), Daniela Barcellona (La principessa Eboli), Marco Spotti (Il grande Inquisitore) / Direttore d’orchestra: Gianandrea Noseda / Regia, scene e costumi: Hugo de Ana / 2015 - Opus Arte
- Werther di Jules Massenet / Interpreti principali: Roberto Alagna (Werther), Kate Aldrich (Charlotte), Marc Barrard (Albert), Nathalie Manfrino (Sophie) / Direttore d’orchestra: Alain Guingal / Regia: David Alagna / Giugno 2014 - Deutsche Grammophon
- I Vespri siciliani di Giuseppe Verdi / Interpreti principali: Sondra Radvanovsky (La duchessa Elena), Gregory Kunde (Arrigo), Franco Vassallo (Guido di Monforte), Ildar Abdrazakov (Giovanni da Procida) / Direttore d’orchestra: Gianandrea Noseda / Regia: Davide Livermore / 2013 - Rai Eri (La Repubblica)
- Un ballo in maschera di Giuseppe Verdi / Interpreti principali: Gregory Kunde (Riccardo), Gabriele Viviani (Renato), Oksana Dyka (Amelia), Marianne Cornetti (Ulrica) / Direttore d’orchestra: Renato Palumbo / Regia: Lorenzo Mariani / 2013 - Rai Eri (La Repubblica)
- Boris Godunov di Modest Musorgskij / Interpreti principali: Orlin Anastassov (Boris Godunov), Ian Storey (Il pretendente Grigorij), Vladimir Vaneev (Pimen), Peter Bronder (Il principe Vasilij Šujskij) / Direttore d’orchestra: Gianandrea Noseda / Regia: Andrei Konchalovsky / 2011 - Opus Arte/Rai Trade
- Aci, Galatea e Polifemo di Georg Friedrich Händel / Interpreti principali: Ruth Rosique (Aci), Sara Mingardo (Galatea), Antonio Abete (Polifemo) / Direttore d’orchestra: Antonio Florio (Cappella della Pietà de’ Turchini) / Regia: Davide Livermore / 2009 - Dynamic
- Adriana Lecouvreur di Francesco Cilea / Interpreti principali: Micaela Carosi (Adriana Lecouvreur), Marcelo Álvarez (Maurizio), Marianne Cornetti (La principessa di Bouillon) / Direttore d’orchestra: Renato Palumbo / Regia: Lorenzo Mariani / 2009 - ArtHaus Musik/Rai Trade/Dynamic
- Thaïs di Jules Massenet / Interpreti principali: Barbara Frittoli (Thaïs), Lado Atanaeli (Athanaël) / Direttore d’orchestra: Gianandrea Noseda / Regia: Stefano Poda / 2009 - ArtHaus Musik/Rai Trade
- Medea di Luigi Cherubini / Interpreti principali: Anna Caterina Antonacci (Medea), Giuseppe Filianoti (Giasone), Cinzia Forte (Glauce) / Direttore d’orchestra: Evelino Pidò / Regia: Hugo de Ana / 2009 - Hardy/Rai Trade
- Edgar di Giacomo Puccini / Interpreti principali: José Cura (Edgar), Amarilli Nizza (Fidelia), Julia Gertseva (Tigrana), Marco Vratogna (Frank) / Direttore d’orchestra: Yoram David / Regia: Lorenzo Mariani / 2009 - ArtHaus Musik/Rai Trade

Produzioni storiche pubblicate in video negli ultimi anni:
- L’ajo nell’imbarazzo di Gaetano Donizetti / Interpreti principali: Enzo Dara (Gregorio Cordebono), Luciana Serra (Gilda Tellemanni), Alessandro Corbelli (Don Giulio Antiquati), Paolo Barbacini (Il Marchese Enrico) / Direttore d’orchestra: Bruno Campanella / Regia: Filippo Crivelli / 2013 - Hardy Classic
- Manon Lescaut di Giacomo Puccini / Interpreti principali: Maria Chiara (Manon Lescaut), Angelo Romero (Lescaut), Nicola Martinucci (Renato des Grieux), Alfredo Mariotti (Geronte di Ravoir) / Direttore d’orchestra: Angelo Campori / Regia: Carlo Maestrini / 1985 - Hardy Classic
- Elisabetta regina d’Inghilterra di Gioachino Rossini / Interpreti principali: Lella Cuberli (Elisabetta Regina d''Inghilterra), Antonio Savastano (Leicester), Daniela Dessì (Matilde), Rockwell Blake (Norfolk) / Direttore d’orchestra: Gabriele Ferro / Regia: Gianfranco de Bosio / 1985 - Hardy Classic